# Antonio Lobato Porras
Antonio Lobato (Oviedo, Asturies, 7 de setembre de 1965) és un periodista esportiu espanyol.
Es llicencià en periodisme a la Universitat Autònoma de Madrid. Des de 1987 treballa en el diari ABC en la secció d'esports. Més endavant començaria a treballar a la ràdio com a cronista esportiu. Fou contractat per Ràdio Nacional d'Espanya RNE i per Onda Cero.
El 1991 començà a col·laborar en el programa Campeones de Tele 5, cadena en la qual després s'hi quedaria a treballar, en els Informatius. Va cobrir la informació esportiva dels Jocs Olímpics de Barcelona de 1992. El 1999 fou nomenat subdirector d'Esports de Tele 5.
El 2001 presentà un programa d'entrevistes i tertúlies esportives. Fins a l'any 2009, Lobato ha realitzat diferents càrrecs dins la secció esportiva de Tele 5 on s'especialitzà a seguir als pilots espanyols en diversos actes de la Formula 1. A partir del març de 2009 i al començar la temporada de Formula 1, Lobato treballaria per la cadena de La Sexta.
Per la temporada 2012 de Fórmula 1, Lobato i el seu equip són contractats per Antena 3, ja que el canal adquireix els drets de retransmissió.
El 2024 es va fer més conegut gràcies a un anunci de compramostucoche.es en el qual va col·laborar,de fet molta gent no el coneixia abans de l'anunci.